# Седма војвођанска ударна бригада
Седма војвођанска народноослободилачка ударна бригада формирана је 2. јула 1944. године на салашу Мушицког у Босутским шумама, у близини села Батроваца, код Шида. Одлуку о формирању бригаде донео је Главни штаб НОВ и ПО Војводине. 
Приликом формирања бригаде у њен састав су ушли - комплетан Први батаљон и једна чета Трећег батаљона Шесте војвођанске бригаде, један батаљон Другог сремског партизанског одреда, као и група бораца, коју су сачињавали бивших црвеноармејаци, који су побегли из немачких заробљеничких логора и белогардејске јединице, који су прешле н страну НОВ и ПОЈ и дотада су се налазиле у саставу Шесте војвоћанске бригаде. На дан формирања бригада је имала око 900 бораца, од чега је њих 300 било ненаоружано. 
Први Штаб бригаде сачињавали су - народни херој Милан Јешић Ибра, команднт бригаде; Лазар Љубинковић Саша, политички комесар бригаде (због болести, на овом месту га је убрзо, по повратку из Славоније заменио Радован Голубовић); Душан Секић Шаца, заменик политичког комесара бригаде; Владимир Јанковић, вршилац дужности начелника Штаба бригаде; Данило Кравић Шуца, интендант бригаде; Радислав Милутиновић Бата, обавештајни официр бригаде и Сида Мушицки, омладински уководилац бригаде. 
Од 31. октобра 1944. па до краја рата, 15. маја 1945. године, Седма војвођанска бригада се налазила у саставу 51. војвођанске дивизије. 
За своје заслуге током Народноослободилачког рата одликована је Орденом заслуга за народ и Орденом братства и јединства. 

## Ратни пут Седме војвођанске бригаде
Њеном формирању претходила је офанзива 5. СС корпуса у марту и априлу 1944. године у југозападном Срему и североисточној Босни. Један од циљева ове офанзиве било јед и трајно прекидање везе између сремског и источнобосанског оперативног простора, која је била од великог значаја за снаге НОВ и ПОЈ.
Након прекидања ових веза, у Срему је остао један батаљон Шесте бригаде и два партизанска одреда. Упркос појачаном непријатељском притиску, прилив добровољаца остао је стабилан, што је довело до попуне Шесте бригаде, и формирања Седме.
Одмах након формирања, Бригаде се заједно са осталим сремским снагама НОВ и ПОЈ нашла на удару немачке операције Корнблуме. Након двонедељних борби и маневара, да би предупредио четврту фазу операције (Корнблуме IV), штаб Бригаде донео је одлуку о привременом извлачењу из Срема. Заједно са деловима других снага, Бригада је крајем јула ликвидирала непријатељска упоришта у Славонском Шамцу и околним селима. Након тога пребацила се на Диљ и Папук.
На овом терену Бригада се укључила у оштре и успешне борбе за одбрану Пожешке котлине против делова Прве коњичке козачке дивизије.
У другој половини августа Бригада се вратила на подручје западног Срема. Одазивајући се на позив маршала Тита и проглашену амнестију 30. августа око 2.500 домобрана са 115 официра са комплетним наоружањем прешло је на страну НОВ и ПОЈ, а Седма војвођанска учествовала је у њиховом прихвату. Уз нови прилив добровољаца, то је омогућило формирање Девете и Једанаесте војвођанске бригаде.
Током септембра 1944. Срем је постао врло осетљиво подручје за немачку војску. Седма бригада је својом добро усмереном активношћу појачавала ову угроженост. 18/19. септембра Бригада је извршила диверзантски напад на комуникације и демонстративни напад на Сремску Митровицу, а нарочиту пажњу и реакцију Команде Југоистока изазвало је заузимање Илока и напад на Шаренград 28/29. септембра заједно са Једанаестом војвођанском ударном бригадом.
Октобра 1944. Бригада је ушла у састав новоформиране 51. војвођанске дивизије. У њеном саставу учествовала је у тешким борбама на Батинском, Вировитичком и Болманском мостобрану. Ратни пут је, након учествовања у завршним операцијама Треће армије, завршила 15. маја 1945. у Блајбуршком пољу.
Од близу 5.000 бораца колико се током десетомесечног ратовања борило у Бригади, према ратном дневнику Бригаде, погинуло је 572, рањено 1.829, а 281 борац је нестао. С обзиром да један број бораца који су умрли у болницама није евидентиран у ратном дневнику, као и да су подаци за неке тешке борбе остали некомплетни, аутор монографије Бригаде Никола Божић проценио је број погинулих бораца на око 700.

## Народни хероји Седме војвођанске бригаде
Троје бораца бригаде је одликовано Орденом народног хероја. 
- Милан Јешић Ибра
- Живан Миловановић Ћата
- Лазар Марковић Чађа